# ناحیه نیوالا-هاپایروی
ناحیه نیوالا-هاپایروی زیر منطقه‌ای از اوستروبوتنیای شمالی و یکی از ناحیه‌ها در فنلاند از سال ۲۰۰۹ است.

## شهرداری‌ها
| نشان ملی            | شهرداری            |
| ------------------- | ------------------ |
| Haapajärven vaakuna | هاپایروی (شهر)     |
| Kärsämäen vaakuna   | کرسمکی (شهرداری)   |
| Nivalan vaakuna     | نیوالا (شهر)       |
| Pyhäjärven vaakuna  | پوهه‌یروی (شهر)     |
| Reisjärven vaakuna  | ریسی‌یروی (شهرداری) |